# Efectivament
Efectivament era un programa esportiu en format de tertúlia dirigit i presentat per Lluís Canut. S'analitzava i es debatia sobre l'actualitat esportiva 
a través de l'opinió dels diversos col·laboradors. Es va començar a emetre el febrer del 2011 fins al juliol del 2016. El programa es feia en directe de dilluns a dijous a les 23:00h i se'n varen emetre un total de 1.108.
Eren habituals convidats com José Mari Bakero, Julio Salinas, Joan Golobart, Lluís Carreras o Josep Maria Minguella. També hi participaven periodistes com Xavier Bosch, Raül Llimós, Òscar Fernández, Quique Guasch, Pilar Calvo, Fèlix Monclús, Santi Nolla, Aina Cerdà, Oliver Martínez, Joan Beumala o Danae Boronat. El programa comptava amb la presència de l'infiltrat, un personatge anònim que informava de filtracions informatives.
També es feien retransmissions de partits pels quals la Corporació Catalana de Mitjans Audiovisuals no tenia els drets d'imatge en una secció anomenada "La Ràdio en Colors" en la qual els membres del programa narraven i reaccionaven al partit sense que l'espectador el veiés directament.